# ДСЛ (десантная складная лодка)

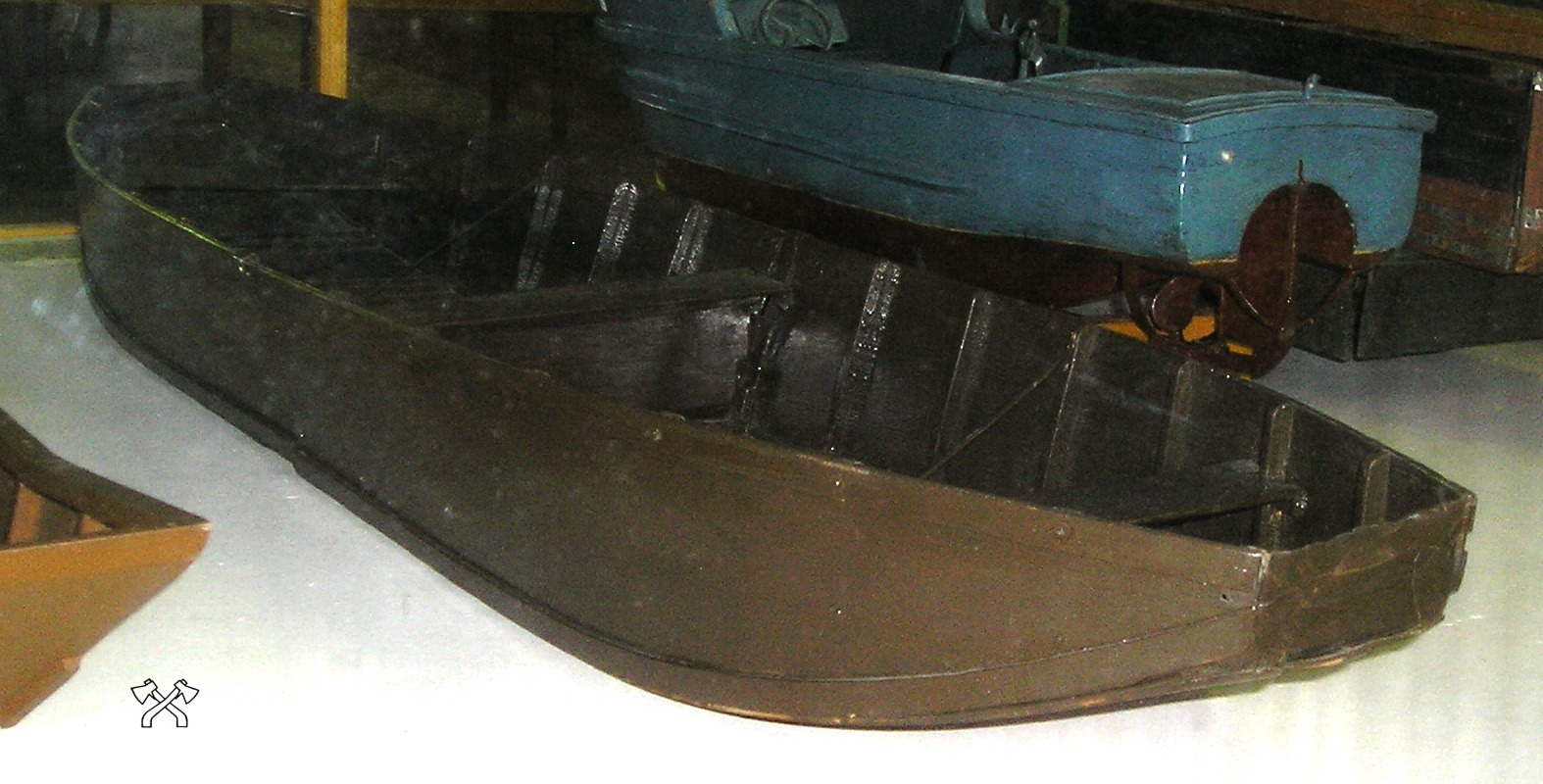
Десантная складная лодка ДСЛ

ДСЛ (десантная складная лодка) — лодка, предназначенная для переправы через водные преграды.

## Техническое описание
Лодка состоит из двух одинаковых полулодок, которые по днищу соединены навесками, а по бортам сверху бортовыми запорами.
Лодка состоит из днища, двух бортов, носовой, кормовой и средней (миделевой) банок (скамеек), носовой и кормовой транцевых досок и двух пар трубчатых распорок.
Чтобы придать лодке жесткость, по днищу и по бортам её набивают планки и полозья.
На днище лодки сверху (внутри лодки) проходят: парные планки (флоры); планки слани; две пары тубчатых распорок; винтовые прижимы и зажимы. На бортах лодок имеются: поперечные рейки (шпангоуты); буртики, планширы; колодки для установки уключин и бобышки для опирания банок (скамеек).

## Технические характеристики
- грузоподъемность – 1,5 т;
- вместимость – 10-12 солдат, 2-3 гребца, 1 рулевой;
- грузоподъемность парома из 2 лодок – 2 т;
- грузоподъемность парома из 3 лодок – 3 т;
- длина – 5,5 м;
- ширина у миделя (по середине лодки) поверху – 1,5 м;
- ширина у миделя (по середине лодки) понизу – 1,2 м;
- высота бортов у миделя – 0,53 м;
- вес полного комплекта лодки – 160-180 кг.

Для снаряжения лодки и передвижения её по воде выделяется команда из 4 человек.
Лодки перевозятся на пароконных повозках по 2 шт. и на автомобилях ЗИС-5 по 12 шт.